# كيوهي سوغيورا
كيوهي سوغيورا (باليابانية: 杉浦 恭平) (مواليد 11 يناير 1989)، هو لاعب كرة قدم ياباني سابق كان يلعب كلاعب وسط.

## وصلات خارجية
- كيوهي سوغيورا على موقع رابطة كرة القدم اليابانية للمحترفين (اليابانية)
- كيوهي سوغيورا على موقع قاعدة بيانات كرة القدم.إي يو (الإنجليزية)
- كيوهي سوغيورا على موقع Soccerway.com (الإنجليزية)
- كيوهي سوغيورا على موقع عالم كرة القدم.نت (الإنجليزية)